# Alonzo T. Jones
Alonzo T. Jones (ur. 1850, zm. 1923) – wybitna postać w historii adwentyzmu dnia siódmego, pastor, pisarz, profesor i żołnierz armii amerykańskiej.

## Nawrócenie
W wieku 20 lat, Alonzo T. Jones rozpoczął trzyletnią służbę w Armii Stanów Zjednoczonych. Wolny czas spędzał na studiowaniu dzieł historycznych, Biblii i publikacji adwentystów dnia siódmego. Gdy tylko opuścił wojsko, został ochrzczony i rozpoczął działalność kaznodziejską na zachodnim wybrzeżu Stanów Zjednoczonych. W maju 1885 r. został redaktorem naczelnym czasopisma Signs of the Times i zaprzyjaźnił się z innym wybitnym pastorem adwentystycznym – E. J. Waggonerem.

## Konferencja w Minneapolis
Razem z Elletem Waggonerem, Jones był głównym mówcą na przełomowej dla adwentyzmu sesji Generalnej Konferencji w Minneapolis w 1888 r. Tematyką konferencji było usprawiedliwienie przez wiarę, które do czasu konferencji było nauką zapomnianą wśród, wywodzących się w końcu z protestantyzmu, adwentystów. Adwentyści podkreślali rolę prawa Bożego – dziesięciu przykazań – których zachowywanie stało się dla nich źródłem zbawienia.
A. T. Jones wraz z E. J. Waggonerem zwrócili uwagę Kościołowi Adwentystów Dnia Siódmego na postać Jezusa Chrystusa, jego łaskę dla grzeszników i możliwość zbawienia dla każdego, kto przyjmie dar nowego życia przez wiarę. Podkreślali, że nikt z ludzi nie jest w stanie wypełnić wymogów dziesięciu przykazań Bożych, a zatem nawet największe wysiłki w tym kierunku nie przyniosą takich rezultatów, które byłyby wystarczające, aby ostać się w obliczu sądu Bożego. Wzywali ludzi do oddania się Jezusowi Chrystusowi, odrzuceniu własnych wysiłków mających prowadzić do uświęcenia, a całkowitemu zaufaniu i głębokiej wierze prowadzącej do prawdziwego uświęcenia.
Wielu ówczesnych adwentystów jednak nie chciało zaakceptować tej nauki, m.in. Uriah Smith. Dopiero stanowisko, jakie w tej sprawie zajęła Ellen G. White, nazywając Jonesa i Waggonera „posłami Bożymi”, którzy przynieśli „ludowi Bożemu najcenniejsze z możliwych poselstw”, wpłynęło na stanowisko Kościoła, który uznał podstawowe założenia teologii prezentowanej w 1888 r.

## Kolejne konferencje i rozwój nauk
Początkowe postulaty Waggonera i Jonesa (z 1888 r.) zostały przyjęte przez Kościół Adwentystów Dnia Siódmego. Jednak ich nauczanie w kolejnych latach ewoluowało dalej i objęło kolejne aspekty teologii. Większość z nich zostało przez Kościół Adwentystów Dnia Siódmego odrzuconych, co w późniejszych latach dało powód do zawiązania się Kościoła Adwentystów Odpocznienia Sabatu, który uznał całość nauczania tych kaznodziejów. Zarówno Jones, jak i Waggoner zostali w późniejszych latach wykluczeni z Kościoła Adwentystów Dnia Siódmego.
Oto niektóre z późniejszych, odrzuconych przez Kościół Adwentystów Dnia Siódmego nauk Waggonera i Jonesa:
- Prawo, które zostało opisane w Liście do Galacjan 3:19, to dziesięć przykazań, a w związku z tym jego chwała jest przemijająca. Prawo to staje się nieobowiązujące chrześcijan w momencie, gdy Duch Święty wypisze jego treść na sercu człowieka. Zakon kamiennych tablic nie obowiązuje nowo narodzonych, a jedynie jego duchowa kopia wypisana na sercu.

- W historii człowieka istniały trzy sabaty: żydowski, papieski i chrześcijański. Przestrzeganie pierwszego z nich, mające pochodzenie w prawie kamiennych tablic danych Mojżeszowi, było dla człowieka uciążliwe i stało się w kolejnych wiekach przekleństwem. Ten sabat chrześcijan nie obowiązuje. Drugi sabat – papieski – to świętowanie niedzieli przez katolików i protestantów. Jest on bluźnierczym znamieniem zwierzęcia, a jego zachowywanie nie jest miłe Bogu. Trzeci sabat – to sabat chrześcijański – jest on obchodzony w sobotę, podobnie do sabatu żydowskiego, jednak jego duchowa istota jest inna. Jest on przedsmakiem Boskiego odpoczynku niebios i ma pochodzenie, w przeciwieństwie do sabatu żydowskiego, nie w prawie kamiennych tablic, ale prawie Ducha (serca). Nie był znany przez Żydów[2].

- Organizacja kościoła ma być duchowa, nie cielesna. Jedynym przywódcą zboru ma być Jezus Chrystus, nie zaś żaden człowiek. Waggoner i Jones opowiadali się za niezależnością zborów od siebie, byli także przeciwni zarządzaniu Kościołem na zasadach demokratycznych. Uważali oni, że jedynie Jezus Chrystus przez osobistą więź z członkami zboru ma im przewodzić, a wśród jego uczniów ma zapanować jedność (późny deszcz), co spowoduje ustanie konieczności centralnego zarządzania Kościołem. System demokratyczny i oparte na nim wybory, głosowania oraz nominacje, uznane zostały za pochodzenia babilońskiego i odrzucone[3].

## Dzieła
- Individuality in Religion (wyd. polskie: Wolność w religii, Cieszyn)
- Lessons on Faith (wyd. polskie: Lekcje z wiary, wydawnictwo „Poselstwo Wyzwolenia”, Cieszyn)
- Lessons from the Reformation (wyd. polskie: Lekcje z Reformacji, wydawnictwo „Poselstwo Wyzwolenia”, Cieszyn)
- National Sunday Law (wyd. polskie: Państwowa Ustawa Niedzielna, wydawnictwo „Poselstwo Wyzwolenia”, Cieszyn)
- The Consecrated Way to Christian Perfection (wyd. polskie: Przygotowana droga do chrześcijańskiej doskonałości, wydawnictwo „Poselstwo Wyzwolenia”, Cieszyn)

- Kazania i przemowy z Generalnych Konferencji